# Marie Allard
Marie Allard là một vũ công sinh tại Marseille vào ngày 14/4/1742 và mất ở Paris ngày 14/6/1802.
Sau khi làm vũ công ở quê nhà và tiếp đến là ở Lyon, bà khởi sự ở Comédie-Française (Nhà hát hài kịch Pháp) vào năm 1756 và bước những bước nhảy đầu tiên tại nhà hát Opéra Paris vào năm 1761 trong vở Rais của Rameau.
Với người cùng nhảy chính Jean Dauberval, bà rời khỏi nhà hát Opéra Paris năm 1781, gạt bỏ đối thủ Marie Madeleine Guimard.
Nhỏ bé, linh hoạt, bà được đánh giá cao, nhất là về điệu ga – vốt, ri-gô-đông và tam-bua-rin. 
Noverre nói rằng bà là "một vũ công tuyệt vời, thể hiện điệu bộ xuất sắc, sáng tạo những màn mở đầu mới mà không cần đến sự giúp đỡ của các thầy giáo".
Những vở ballet thành công 
- Médée và Jason (1770)
- Những chuyện tầm phào nhỏ nhặt (1778)
- Cô gái tìm kiếm tâm hồn (1778) của Maximilien Gardel.

Bà là nhân tình của Gaëtan Vestris, bà có với ông một người con là Auguste Vestris.